# Rozenkever
De rozenkever (Phyllopertha horticola) is een kever uit de familie bladsprietkevers (Scarabaeidae).

## Naam en taxonomie
De wetenschappelijke naam van de soort werd als Scarabaeus horticola in 1758 gepubliceerd door Carl Linnaeus. De soortaanduiding horticola is afgeleid van het Latijnse woorden 'hortus' en het suffix '-cola' en betekent vrij vertaald 'tuinbewoner'. 
De rozenkever staat bekend onder verschillende Nederlandstalige namen, zoals johanneskever(tje), tuinkever(tje) en rozenmeikever.

## Kenmerken
De kever lijkt wel wat op de verwante meikever en junikever, maar blijft met 8 tot 12 millimeter kleiner, en is vrij sterk behaard zelfs op de dekschilden. De dekschilden zijn roodbruin gekleurd, de rest van het lichaam is zwart met een groenblauwe, metaalachtige glans. De poten hebben sterk gehaakte uiteinden en de tasters eindigen zoals bij alle bladsprietkevers waaiervormig, bij de rozenkever in drie lamellen.

## Leefwijze
De kever zelf eet uitsluitend plantendelen, waaronder bloemknoppen en wordt als schadelijk gezien. Om het jaar komen de dieren samen in grote zwermen. Tegenwoordig komen de kevers minder voor in Nederland dan voor de jaren 80. Individueel leven ze hoofdzakelijk in bossen en tuinen.
De larve echter is veel schadelijker en vreet aan de wortels van planten, waaronder grassen. Al te grote aantallen kunnen een gazon compleet ruïneren doordat het gras los komt te liggen of afsterft, maar ook omdat vijanden als vogels en mollen het grasveld omploegen op zoek naar een maaltje. De larve is te bestrijden met aaltjes, kleine parasitaire wormen die de engerling doen stoppen met eten en uiteindelijk doden.

## Trivia
Vissers gebruikten de kevers destijds graag als aas, maar deze zijn niet meer in trek tegenwoordig.